# Iseo-myeon, Cheongdo-gun
Iseo-myeon (koreanska: 이서면, 伊西面) är en socken i Sydkorea. Den ligger i kommunen Cheongdo-gun och provinsen Norra Gyeongsang, i den sydöstra delen av landet, 250 km sydost om huvudstaden Seoul.